# Modzel

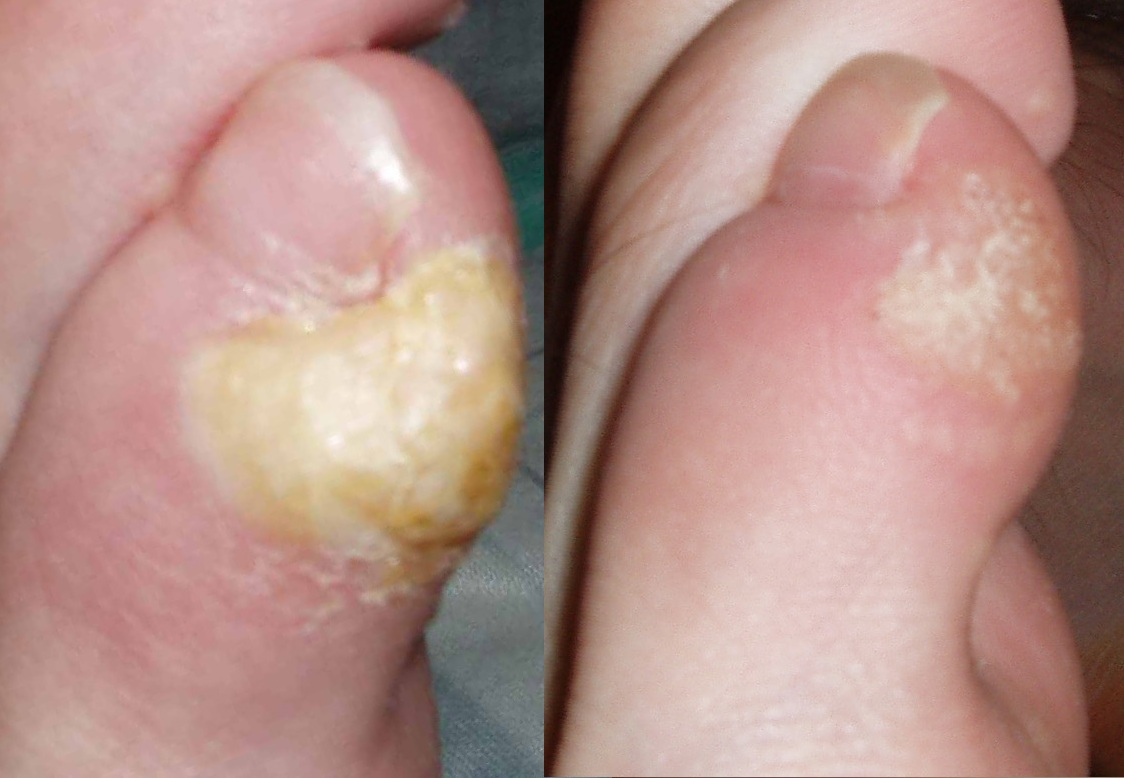
Modzel

Modzel (łac. tyloma, callus) – ograniczone zgrubienie warstwy rogowej naskórka spowodowane przez powtarzalny ucisk, dlatego pojawiający się najczęściej w obrębie strony podeszwowej stopy i strony dłoniowej ręki.
Modzele są nieostro odgraniczone od zdrowej skóry i mają żółtawy odcień. W przypadku ich pęknięcia, wskutek nagromadzenia się wielu warstw, może pojawić się ból. Do ich rozwoju przyczyniają się płaskostopie, zbyt ciasne obuwie,  ale także nieleczone reumatoidalne zapalenie stawów czy zaburzenia struktury kostnej.
W odróżnieniu od nagniotka w ich części środkowej nie występuje rogowy czop.
Leczenie polega na stosowaniu maści złuszczających opartych na kwasie salicylowym. Inne metody, to pedicure leczniczy, w którym wykorzystuje się peeling ścierający twardy naskórek. Kiedy jednak problem jest poważniejszy, konieczny jest zabieg chirurgiczny. W metodzie chirurgicznej wykorzystuje się  urządzenie usuwające zgrubiałą skórę. Możliwa jest również korekcja kształtu kości, aby modzele na stopach nie powstawały.